# Jindřichovské články
Jindřichovské články (latinsky Articuli Henriciani) byly sepsány 20. května 1573 na zasedání polského Sejmu, jehož hlavním úkolem bylo zvolit krále (tzv. sejm elekcyjny, elektivní sněm). Byla to nezměnitelná práva obsahující nejdůležitější právní úpravy státní správy a určovala vztahy mezi valným sejmem (sněmem) a panovníkem. Byla to sbírka právních předpisů, které musel dodržovat každý polský král zvolený ve svobodných volbách (kterých se směl zúčastnit celý šlechtický stav). Podpisem těchto artikulů se král podřizoval šlechtě. Spolu s přílohou pacta conventa články představovaly základ zřízení polského státu v době voleb krále. Název pochází od jména prvního panovníka, který musel tento dokument podepsat, aby usedl na polský trůn – Jindřich z Valois.
Články:
- zaručovaly šlechtě zachování privilegií,
- určovaly principy zřízení a práva první polské republiky,
- přikazovaly královi svolávat valný sejm každé dva roky na dobu 6 týdnů,
- stanovovaly, že král má u sebe radu poradců složenou ze šestnácti senátorů (tzv. rezidentů),
- neumožňovaly dědit titul, král měl být volen pouze svobodnými volbami,
- vnitřní i zahraniční politika byla kontrolována sejmem,
- zakazovaly králi přijímat zásadní politická rozhodnutí bez souhlasů senátorů pobývajících na královské dvoře,
- ukazovaly závislost panovníka na právních předpisech republiky, neboli na šlechtě, která legislativu připravovala,
- stanovovaly, že občané mají právo na svobodu vyznání (přísaha na dodržování ustanovení tzv. varšavské konfederace)
- dovolovaly šlechtě vypovědět králi poslušnost (v polštině tzv. rokosz), pokud by porušoval šlechtická privilegia.